# Andrzej Kopacki
Andrzej Kopacki (ur. 1959) – polski germanista, eseista, poeta, tłumacz. Profesor nauk humanistycznych.

## Życiorys
Od 1990 pracuje na Uniwersytecie Warszawskim. W 1998 obronił pracę doktorską Liryka Hansa Magnusa Enzensbergera. Poeta w Czaso-Przestrzeni napisaną pod kierunkiem Karola Sauerlanda, w 2011 uzyskał stopień doktora habilitowanego na podstawie pracy Literatura samonegacji. Postawy narracyjne w prozie niemieckojęzycznej XX i XXI wieku. W 2023 uzyskał tytuł profesora nauk humanistycznych. Jest zatrudniony w Zakładzie Literatur Niemieckiego Obszaru Językowego w Instytucie Germanistyki Uniwersytetu Warszawskiego. Jest także redaktorem miesięcznika Literatura na Świecie.
Zajmuje się współczesną literaturą niemieckojęzyczną i problematyką polsko-niemiecką, tłumaczył m.in. Hansa Magnusa Enzensbergera, Waltera Benjamina, Hannah Arendt, Michaela Krügera, Martina Pollacka, Bertolta Brechta i Gottfrieda Benna, Arno Holza, Maxa Webera, Golo Manna, Christiana Grafa von Krockowa, Joachima Festa.

## Nagrody
- nagroda dla tłumaczy Fundacji Roberta Boscha (2000)
- nagroda promocyjna im. Mörikego za twórczość liryczną (2006)
- Europejski Poeta Wolności (2012) - za tłumaczenie tomu Mizantrop na Capri Dursa Grünbeina[6]
- Orfeusz – Nagroda Poetycka im. Konstantego Ildefonsa Gałczyńskiego (2021) za tom Sonety, ody, wiersze dla Marianny[7].
- nominacja do Nagrody Literackiej Gdynia w kategorii esej za 21 wierszy w przekładach i szkicach (2022)[8].
- Nagroda Literacka Skrzydła Dedala (2023)[9]

## Twórczość
- Kajo i Wąż, Egmont, Warszawa 1998 (książka dla dzieci)
- Poeta w Czaso-Przestrzeni. Liryka Hansa Magnusa Enzensbergera, Universitas, Kraków 1999 (eseistyka)
- Hans Magnus Enzensberger, Utwory wybrane. Ausgewählte Gedichte, Wydawnictwo Literackie, Kraków 2001 (przekład i edycja)
- Spod oka, Wydawnictwo Polsko-Niemieckie, Warszawa 2002 (eseistyka)
- Stan przejścia, Borussia, Olsztyn 2002 (liryka)[5]
- Kokaina, „Dialog” 5/2003 (sztuka teatralna)[5]
- Chansons de gestes, Edition Thanhäuser, Ottensheim 2005 (wiersze)[5]
- Kreski, Borussia, Olsztyn 2006 (liryka)
- Literatura samonegacji. Postawy narracyjne w prozie niemieckojęzycznej przełomu XX i XXI wieku, Oficyna Naukowa, Warszawa 2009 (eseistyka)
- An der Ampel, Edition Korrespondenzen, Wiedeń 2011 (liryka)
- Ten cały Brecht, Biuro Literackie, Wrocław 2012 (przekład i edycja)
- Muszle w kapeluszu, Biuro Literackie, Wrocław 2012 (eseistyka)
- Rozmowa o drzewach, Oficyna Naukowa, Warszawa 2016 (eseistyka)[5]
- Dwoje, Wielka Litera, Warszawa 2017 (powieść) - z Anną Górecką
- Inne kaprysy, Forma, Szczecin 2019 (wiersze)[5]
- Praca Kaliope. Eros i narracja Szkice o prozie autorek niemieckojęzycznych i polskich w XXI wieku, Officyna Naukowa, Warszawa 2020 (eseistyka)
- Sonety, ody, wiersze dla Marianny, Forma, Szczecin 2020 (wiersze)[7]
- 21 wierszy w przekładach i szkicach, Officyna, Łódź, 2021 (tłumaczenie z komentarzem)
- Gra w hołybkę, Forma, Szczecin 2022 (wiersze)[5]
- Życie codzienne podczas wojny opodal, Forma, Szczecin 2023 (wiersze)[5]